# National Geographic (revista)
National Geographic, anteriormente National Geographic Magazine, é a revista oficial da National Geographic Society. Publicou a sua primeira edição em 1888, apenas nove meses após a própria sociedade ter sido fundada. É imediatamente identificável pela moldura amarela característica que envolve a sua capa.
Há 12 edições mensais da National Geographic por ano, além de suplementos de mapas adicionais. Em raras ocasiões, edições especiais também são emitidas. Contém artigos sobre geografia, biologia, física, ciência popular, história, cultura, eventos atuais e fotografia. O atual editor-chefe da National Geographic Magazine é Nathan Lump.
Em maio de 2007, 2008 e 2010, a revista National Geographic ganhou o Excellence Award da American Society of Magazine Editors (ASME), na categoria de circulação mais de dois milhões de exemplares. Em 2010, a National Geographic Magazine também recebeu os prêmios da ASME para fotojornalismo e redação.
Em 1995, a National Geographic começou a publicar em japonês, e foi a primeira edição no idioma local. Actualmente a revista é publicada em diversos idiomas, incluindo japonês, espanhol, hebreu, grego, italiano, francês, alemão, polaco, coreano, português (em Portugal e no Brasil, com as respectivas versões.), chinês, tcheco, romeno, russo e neerlandês.
No Brasil, a primeira edição da revista foi lançada em Maio de 2000, e a última em Novembro de 2019 (nº 236); a partir daí os brasileiros poderiam assinar a edição em inglês.
Em outubro de 2022, sua página no Instagram tem 243 milhões de seguidores.
Em 2023, a National Geographic demitiu todos os redatores da equipe e interromperá as vendas nas bancas de jornal dos EUA no próximo ano.

## História

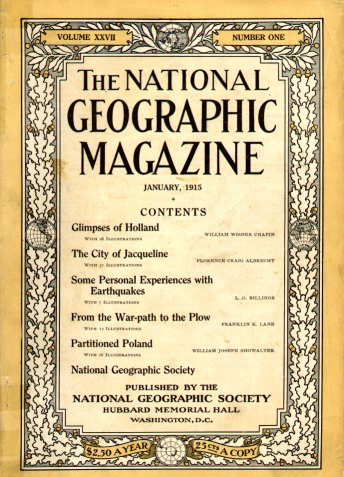
Capa da edição de janeiro de 1915

A primeira edição da revista National Geographic foi publicada em 1888, apenas nove meses após a própria sociedade ter sido fundada. A característica principal da National Geographic, reinventando-se de uma publicação baseada na linguagem textual mais próxima de uma revista científica, para uma famosa revista de imagens pitorescas e exclusivas, começou na edição de janeiro de 1905, com a publicação de várias fotos de página inteira feitas no Tibete em 1900-1901, por dois exploradores do Império Russo, Gombojab Tsybikov e Norzunov Ovshe. A capa de junho de 1985, com a imagem da menina afegã de 13 anos de idade, Sharbat Gula, se tornou uma das imagens mais conhecidas da revista.
No final dos anos 1990 e 2000, vários anos de litígios sobre direitos autorais da revista como um trabalho coletivo, forçou a National Geographic a retirar do mercado o The Complete National Geographic, uma compilação digital de todas as suas edições passadas da revista. Duas decisões de diferentes cortes de apelação federais já decidiram em favor da National Geographic em permitir uma reprodução eletrônica da revista de papel e Suprema Cortes dos Estados Unidos negou certiorari em dezembro de 2008. Em julho de 2009, a National Geographic anunciou uma nova versão do The Complete National Geographic, contendo todas as edições da revista de 1888 até dezembro de 2008. Uma versão atualizada foi lançada no ano seguinte, acrescentando as edições a partir de 2009. Em 2006, o escritor da National Geographic, Paul Salopek, foi preso e acusado de espionagem, ao entrar no Sudão sem visto. Após a National Geographic e o Chicago Tribune, para quem Salopek também escreve, montar uma defesa legal e criar um apelo internacional para o Sudão, Salopek foi finalmente libertado.
A revista comemorou seus 125 anos em outubro de 2013, com uma edição especial de colecionador com o tema "O Poder da Fotografia".
A revista foi adquirida por 725 milhões de dólares (648 milhões de euros) pela companhia 21st Century Fox, integrada no grupo do magnata australiano Rupert Murdoch.
Assim, a National Geographic Society receberá uma importante injeção de capital em troca da cedência da sua publicação mais importante.
Na década de 1980, a versão em papel da revista National Geographic tinha uma distribuição de 12 milhões de exemplares apenas nos Estados Unidos, enquanto em 2015 tem 3,5 milhões de assinantes e outros três milhões fora dos EUA.
No final da década de 1990, a revista começou a publicar The Complete National Geographic, uma coleção eletrônica de todas as edições passadas da revista. Foi então processado sobre os direitos autorais da revista como um trabalho coletivo em Greenberg v. National Geographic e outros casos, e temporariamente retirou a compilação. A revista acabou prevalecendo na disputa, e em julho de 2009 voltou a publicar todas as edições passadas até dezembro de 2008. Edições mais recentes foram posteriormente adicionadas à coleção; O arquivo e a edição eletrônica da revista estão disponíveis on-line para os assinantes da revista.
Em setembro de 2015, a National Geographic Society transferiu a revista para um novo proprietário, a National Geographic Partners, dando à 21st Century Fox uma participação de controle de 73% em troca de US$ 725 milhões. Em dezembro de 2017, foi anunciado um acordo para a Disney adquirir a 21st Century Fox, incluindo o controle acionário da National Geographic Partners. A aquisição foi concluída em março de 2019. A unidade de publicação NG Media foi operacionalmente transferida para a Disney Publishing Worldwide.
Em setembro de 2022, a revista demitiu seis de seus principais editores. Em junho de 2023, a revista demitiu todos os seus redatores da equipe, mudando para um modelo de escrita totalmente freelance, e anunciou que a partir de 2024 não ofereceria mais compras em bancas de jornal.

## Artigos

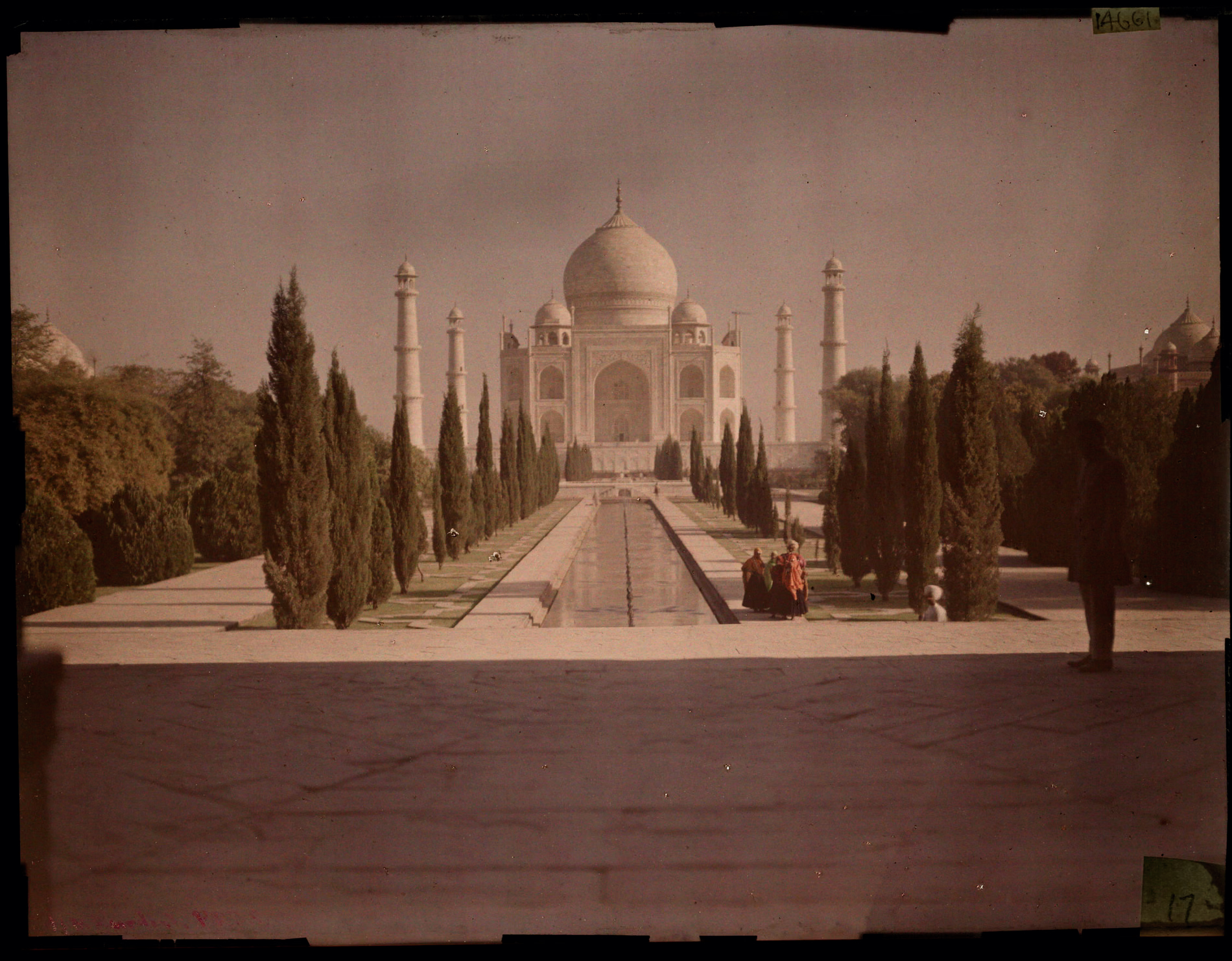
Fotografia colorida do Taj Mahal. Fonte: The National Geographic Magazine, março de 1921

Durante a Guerra Fria, a revista se comprometeu a apresentar uma visão equilibrada da geografia física e humana dos países além da Cortina de Ferro. A revista publicou artigos sobre Berlim, a Áustria desocupada, a União Soviética e a China comunista que deliberadamente minimizaram a política para se concentrar na cultura. Em sua cobertura da corrida espacial, a National Geographic se concentrou na conquista científica, evitando em grande parte a referência à conexão da corrida com o acúmulo de armas nucleares. Houve também muitos artigos nas décadas de 1930, 1940 e 1950 sobre os estados individuais e seus recursos, juntamente com mapas complementares de cada estado. Muitos desses artigos foram escritos por funcionários de longa data, como Frederick Simpich.
Depois que a 21st Century Fox adquiriu o controle acionário da revista, artigos se tornaram francos sobre temas como questões ambientais, desmatamento, poluição química, aquecimento global e espécies ameaçadas. Séries de artigos foram incluídos com foco na história e usos variados de produtos específicos, como um único metal, gema, cultura alimentar ou produto agrícola, ou uma descoberta arqueológica. Ocasionalmente, uma edição de um mês inteiro seria dedicada a um único país, civilização passada, um recurso natural cujo futuro está ameaçado, ou outros temas. Nas últimas décadas, a National Geographic Society revelou outras revistas com diferentes enfoques. Enquanto a revista apresentava longas exposições no passado, as edições recentes têm artigos mais curtos.

## Fotografia
Além de ser conhecida por artigos sobre cenário, história e os cantos mais distantes do mundo, a revista tem sido reconhecida por sua qualidade de livro e pelo alto padrão de sua fotografia. Foi durante o mandato do presidente da Sociedade, Alexander Graham Bell, e do editor Gilbert H. Grosvenor (GHG) que a importância da ilustração foi enfatizada pela primeira vez, apesar das críticas de alguns membros do Conselho de Administração que consideravam as muitas ilustrações um indicador de uma concepção "não científica" da geografia. Em 1910, as fotografias tornaram-se a marca registrada da revista e Grosvenor estava constantemente na busca por "imagens dinâmicas", como Graham Bell as chamava, particularmente aquelas que forneciam uma sensação de movimento em uma imagem estática. Em 1915, a GHG começou a construir o grupo de fotógrafos da equipe e fornecer-lhes ferramentas avançadas, incluindo a mais recente câmara escura.
A revista começou a apresentar algumas páginas de fotografia colorida no início da década de 1930, quando essa tecnologia ainda estava em seu desenvolvimento inicial. Em meados da década de 1930, Luis Marden (1913-2003), escritor e fotógrafo da National Geographic, convenceu a revista a permitir que seus fotógrafos usassem as chamadas câmeras Leica de 35 mm carregadas com filme Kodachrome sobre câmeras mais volumosas com placas de vidro pesadas que exigiam o uso de tripés. Em 1959, a revista começou a publicar pequenas fotografias em suas capas, mais tarde tornando-se fotografias maiores. A fotografia da National Geographic rapidamente mudou para a fotografia digital tanto para sua revista impressa quanto para seu site. Nos anos seguintes, a capa, embora mantendo sua borda amarela, perdeu seu acabamento de folha de carvalho e seu índice nu, para permitir uma fotografia de página inteira tirada para um dos artigos do mês. As edições da National Geographic são frequentemente mantidas pelos assinantes por anos e revendidas em brechós como itens colecionáveis. O padrão para a fotografia permaneceu alto nas décadas seguintes e a revista ainda é ilustrada com alguns dos fotojornalismo de mais alta qualidade do mundo. Em 2006, a National Geographic iniciou uma competição internacional de fotografia, com mais de dezoito países participantes.

### Galeria

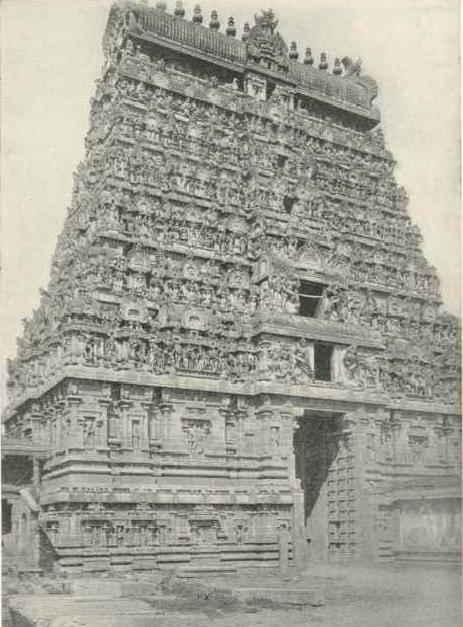
Templo de Srirangam, Índia (National Geographic Magazine novembro de 1909)
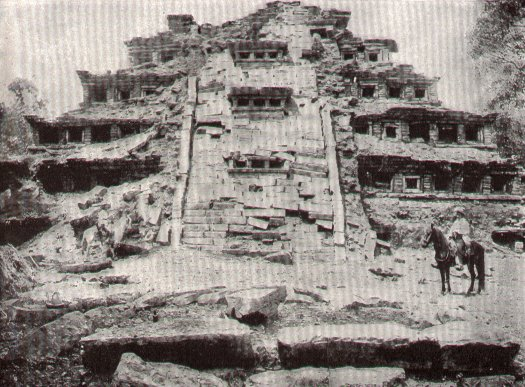
Pirâmide dos Nichos, El Tajín (National Geographic Magazine fevereiro de 1913)
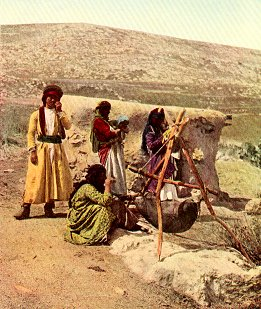
Fabricação tradicional de manteiga na Palestina (National Geographic Magazine Março 1914)
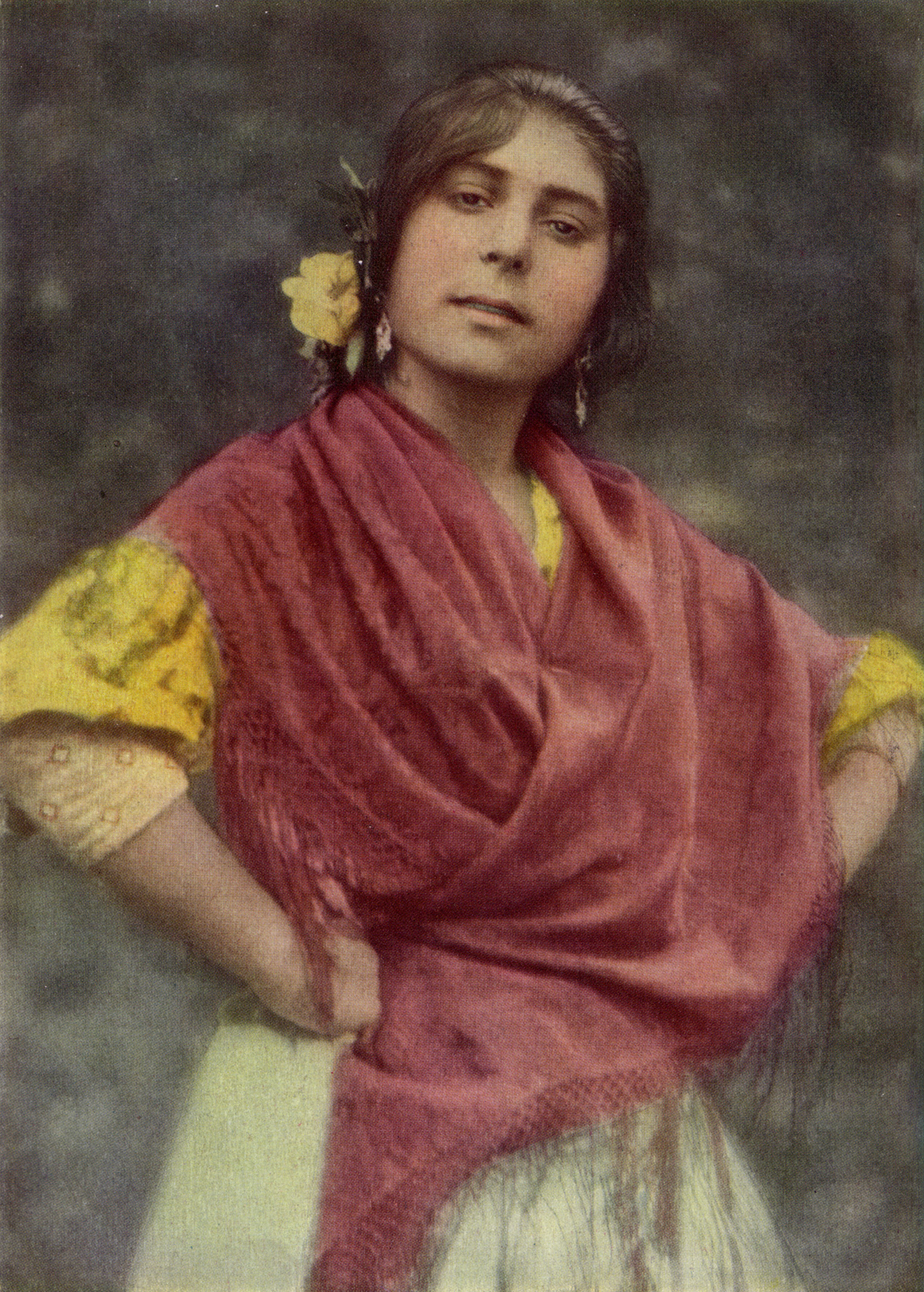
Cigana espanhol (National Geographic Magazine março de 1917)
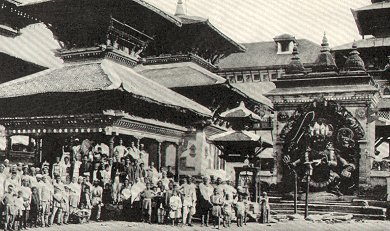
Kathmandu Market (Revista National Geographic, outubro de 1920)
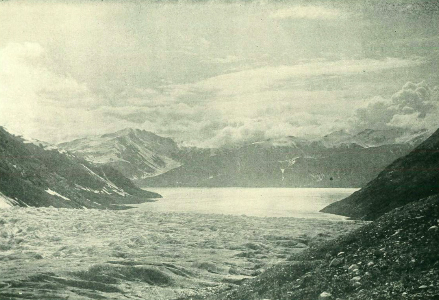
Uma foto de uma geleira tirada em uma expedição ao Polo Norte (National Geographic Magazine janeiro de 1910)